# Japonská invaze na Tchaj-wan (1895)
Japonská invaze na Tchaj-wan v roce 1895 byl konfliktem mezi Japonským císařstvím a ozbrojenými silami krátce existující republiky Formosa (Tchaj-wan) po postoupení Tchaj-wanu říši Čching Japonsku v dubnu 1895 na konci první čínsko-japonské války. Japonci se snažili převzít kontrolu nad svým novým majetkem, zatímco republikánské síly bojovaly proti japonské okupaci. Japonci se vylodili poblíž Ťi-lungu na severním pobřeží Tchaj-wanu 29. května 1895 a během pětiměsíčního tažení se přehnali na jih k Tchaj-nanu. Ačkoli jejich postup byl zpomalen partyzánskou aktivitou, Japonci porazili síly Formosanu (směs pravidelných čínských jednotek a místních milicí Hakka), kdykoli se pokusily o postavení. Japonské vítězství u Pa-kua-šanu odsoudila Formosanský odpor k brzké porážce. Pád Tainanu 21. října ukončil organizovaný odpor vůči japonské okupaci a zahájil pět desetiletí japonské vlády na Tchaj-wanu.